# Winchester (Kalifornien)
Winchester ist ein Census-designated place im Riverside County im US-Bundesstaat Kalifornien, Vereinigte Staaten. Das U.S. Census Bureau hat bei der Volkszählung 2020 eine Einwohnerzahl von 3.068 ermittelt.
Die Gemeinde wurde 1886 im Pleasant Valley gegründet, das damals zum San Diego County gehörte. Benannt wurde sie nach Mrs. Amy Winchester, der Witwe von Horace Winchester.
Winchester war seit jeher eine ländliche Ortschaft und Standort von Landwirtschaftsbetrieben, ehe es zu Beginn des 21. Jahrhunderts vom Wachstum in der Wohnungsbaubranche erfasst wurde. Als im Jahr 2007 auf den Bauboom eine Immobilienblase folgte, wurden die Neubauten in Winchester wieder weniger.

## Geografie
Winchester liegt im Westen des Riverside Countys in Kalifornien in den USA. Die Gemeinde grenzt im Nordosten an Hemet und ist sonst von gemeindefreiem Gebiet umgeben, im nahen Umkreis befinden sich mit Homeland, Romoland und Menifee jedoch weitere Orte. Südöstlich der Ortsgrenze liegt der Diamond Valley Lake. Durch Winchester führt die California State Route 79.
Winchester erstreckt sich auf eine Fläche von 20,025 km², die komplett aus Land besteht; die Bevölkerungsdichte beträgt somit 153 Einwohner pro Quadratkilometer und ist damit sehr niedrig. Das Zentrum von Winchester liegt auf einer Höhe von 449 m.

## Politik
Winchester ist Teil des 28. Distrikts im Senat von Kalifornien, der momentan vom Demokraten Ted Lieu vertreten wird, und dem 67. Distrikt der California State Assembly, vertreten von der Republikanerin Melissa Melendez. Des Weiteren gehört Winchester Kaliforniens 42. Kongresswahlbezirk an, der einen Cook Partisan Voting Index von R+10 hat und vom Republikaner Ken Calvert vertreten wird.